# Robert Shapiro (advogado)
Robert Leslie Shapiro (Plainfield, 2 de setembro de 1942) é um advogado de litígio norte-americano e sócio sênior do escritório Glaser Weil Fink Jacobs Howard Avchen & Shapiro, em Los Angeles. Shapiro é famoso por ter feito parte da equipe de advogados, que defendeu com sucesso O. J. Simpson, em 1995, das acusações de assassinato da sua ex-mulher Nicole Brown e Ronald Goldman em 1994. Logo após o julgamento de O. J. Simpson, Shapiro saiu da área da defesa criminal para a área litigante civil. Ele também é o rosto dos comerciais de televisão da empresa LegalZoom que ele foi cofundador.

## Vida pessoal
Shapiro nasceu em Plainfield, Nova Jérsei, Estados Unidos em uma família judaica. Ele terminou o ensino médio na Alexander Hamilton High School em 1961 e se formou na Universidade da Califórnia de Los Angeles em 1965, com um Bacharelado em Ciências em Finanças.  Foi membro da Fraternidade Zeta Beta Tau.  Obteve seu título de Juris Doctor na Escola de Direito de Loyola, da Universidade Loyola Marymount em 1968.
Casou-se com Linell Thomas em 8 de março de 1970 e teve um filho, Grant. Outro filho, Brent, foi encontrado morto por conta de uma overdose de ecstasy em 11 de outubro de 2005. A morte de Brent Shapiro provocou a fundação da "The Brent Shapiro Foundation", uma organização sem fins lucrativos com o objetivo de aumentar a conscientização sobre os efeitos das drogas, na qual ele é presidente, e também a abertura da Pickford Lofts, uma clínica de reabilitação.

## Carreira
Shapiro foi admitido na Ordem dos Advogados do Estado da Califórnia em 1969. Ele representou atletas famosos, mais notavelmente O. J. Simpson, bem como Darryl Strawberry, José Canseco e Vince Coleman, assim como outras celebridades como Johnny Carson, Christian Brando, Ol' Dirty Bastard, Linda Lovelace, e os Kardashians. Em 1998, Shapiro processou Darryl Strawberry por conta de honorários advocatícios não pagos, porém o caso acabou sendo resolvido fora do tribunal.
Shapiro foi processado sem sucesso pelo produtor musical Phil Spector por se recusar a devolver 1 milhão de dólares retidos para serviços jurídicos. O processo foi encerrado após Spector abandonar todas as reivindicações contra Shapiro.
Em 30 de abril de 2007, Robert foi alvo de uma apelação inédita envolvendo alegações de que ele encaminhou um pedido de seu cliente para CEO da empresa em que o cliente trabalhava, pedindo a remoção de 6 milhões de dólares em dinheiro, antes que um juiz desse uma ordem para congelar os bens do cliente. O Tribunal de Recurso da Califórnia decidiu que a firma de advocacia de Robert, a Christensen, Miller, Fink, Jacobs, Glaser, Weil & Shapiro, a qual na época o mesmo ainda não era sócio sênior, poderia ser responsabilizado por sua suposta má conduta. Ele acabou sendo inocentado de qualquer irregularidade.
Em assuntos civis, Shapiro representa Steve Wynn e Wynn Resorts, a atriz Eva Longoria, a Occidental Petroleum Corporation, a empresa de energéticos RockStar, e Diamond Resorts International. Ele também representou o psiquiatra William C. Rader, que tinha como marketing a injeção de células tronco para tratamentos de diversas doenças, perante o Conselho de Medicina da Califórnia, em uma tentativa sem sucesso, contra a revogação permanente da licença médica do seu cliente.
Shapiro escreve frequentemente sobre a lei e é o autor de vários livros, incluindo The Search for Justice, A Defense Attorney’s Brief on the O.J. Simpson Case e Misconception. Shapiro também criou SOMO, o Macaco Sóbrio, um personagem do livro infantil "Somo diz NÃO", que tem como tema o combate ao uso de drogas O livro foi disponibilizado para as escolas de forma gratuita.
Em 2013, a "Revista Nacional de Direito" o nomeou para a lista dos cem advogados mais influentes dos Estados Unidos.

### LegalZoom
Shapiro é um dos cofundadores do LegalZoom.

### Shoedazzle.com
Shapiro é um dos cofundadores do Shoedazzle.com.

## Filmes e televisão
Shapiro é conhecido como um advogado "celebridade", e como uma celebridade devido a trabalhos na televisão. Ele já apareceu como si próprio (ou como um advogado que se assemelha a sua vida real) em uma série de filmes e séries de televisão, incluindo o filme Havoc. 
Robert foi interpretado por John Travolta na minissérie American Crime Story: The People v. O.J. Simpson. Ele também foi interpretado por Ron Silver na minissérie American Tragedy.